# アクアボード
アクアボード（英語: Aquaboard）は、ノズルが付いたボードを足に取り付け、ノズルから噴き出した水の力で空中に上昇し浮遊を楽しめる装置の総称。
ジェットスキーヤーのフランキー・ザパタが考案し、彼が創業したザパタ・レーシング (Zapata Racing) 社によって開発されたフライボードが著名である。フライボードはザパタ・レーシングが商標登録を行っているため、一般名称として「アクアボード」が日本アクアボード協会によって考案された。
フライボードは2012年にPWC PRODUCTとして世界同時発売された。
空中浮遊や空中散歩を楽しむアトラクション的な用法が多いが、日本アクアボード協会による主催で2015年より開催されている『アクアボードジャパン チャンピオンシップ』のように、競技としても使用されている。
2017年には、東京ディズニーシーで開催されているディズニー・ハロウィーンのショー「ザ・ヴィランズ・ワールド」にアクアボードが登場した。
なお、ザパタ・レーシングでは、水ではなく空気を噴出して浮遊する「フライボード エア」を2016年に発表している。

## 航空法
アクアボードもフライボードも、相応の高さ以上に飛ぶ場合においては、日本国内では航空法に基づき、空域によっては飛ぶことが禁止される場合、または飛ぶ場合には事前に国土交通大臣への届出が必要な場合がある。